# Ryan Kankowski
Ryan Kankowski (* 14. Oktober 1985 in Port Elizabeth) ist ein südafrikanischer Rugby-Union-Spieler.
Kankowski spielt seit 2007 als Nummer Acht für die südafrikanische Rugby-Union-Nationalmannschaft. Diese Position vertrat er bisher auch bei Ligaspielen seiner Vereinsmannschaften im südafrikanischen Currie Cup und im internationalen Super Rugby. Seit 2013 ist er in der japanischen Top League unter Vertrag.
Seine engen Freunde gaben ihm aufgrund seiner Erfolge als Jugendspieler den Spitznamen Definite, für bestimmt, den er aufgrund seiner präzisen Strafschüsse auch als Profispieler trägt.